# Aristolochia karwinskii
Aristolochia karwinskii är en piprankeväxtart som beskrevs av Pierre Étienne Simon Duchartre. Aristolochia karwinskii ingår i släktet piprankor, och familjen piprankeväxter. Inga underarter finns listade i Catalogue of Life.